# Rothschildia erycina
Rothschildia erycina är en fjärilsart som beskrevs av Shaw 1797. Rothschildia erycina ingår i släktet Rothschildia och familjen påfågelsspinnare. Inga underarter finns listade.

## Bildgalleri

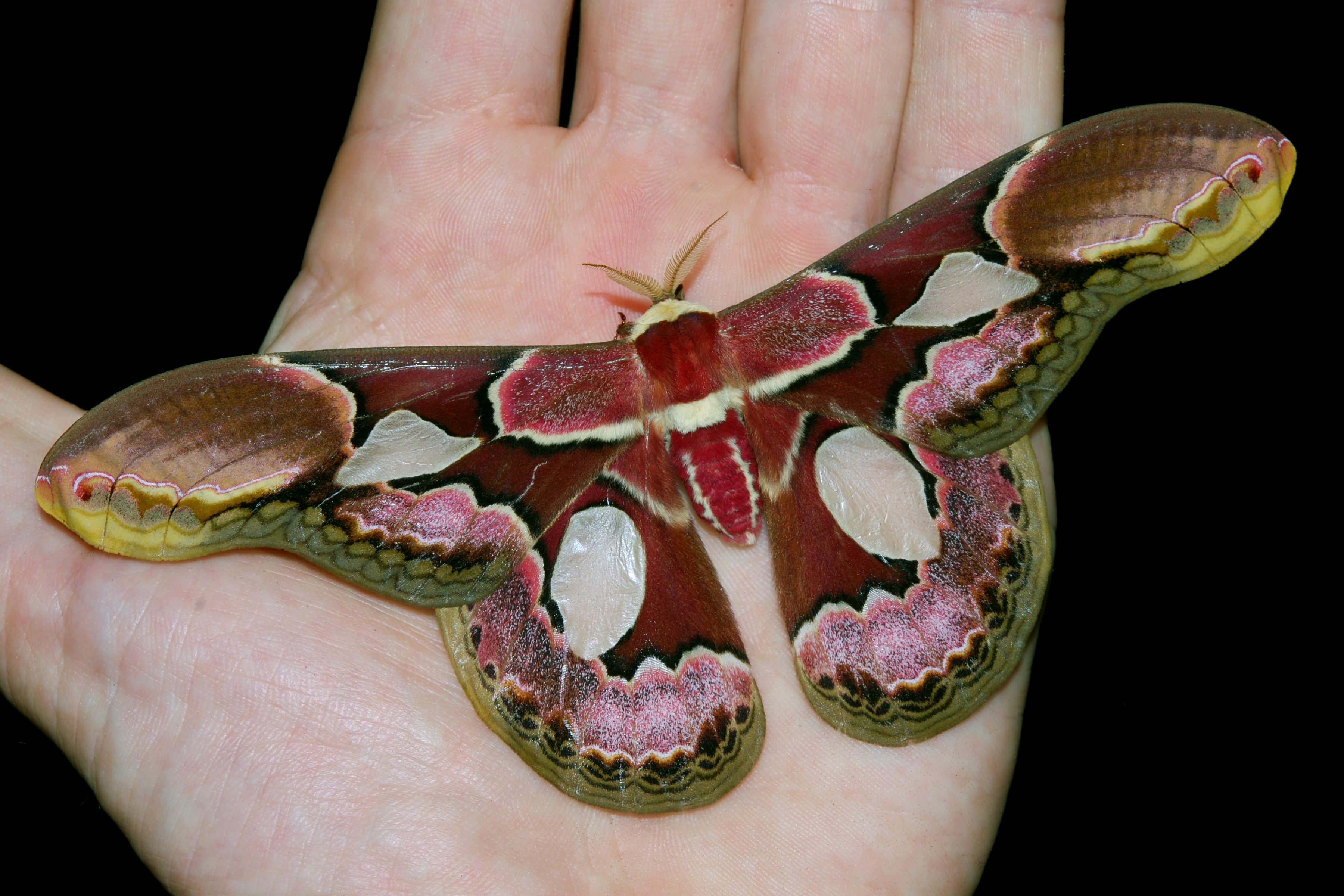